# 池田源

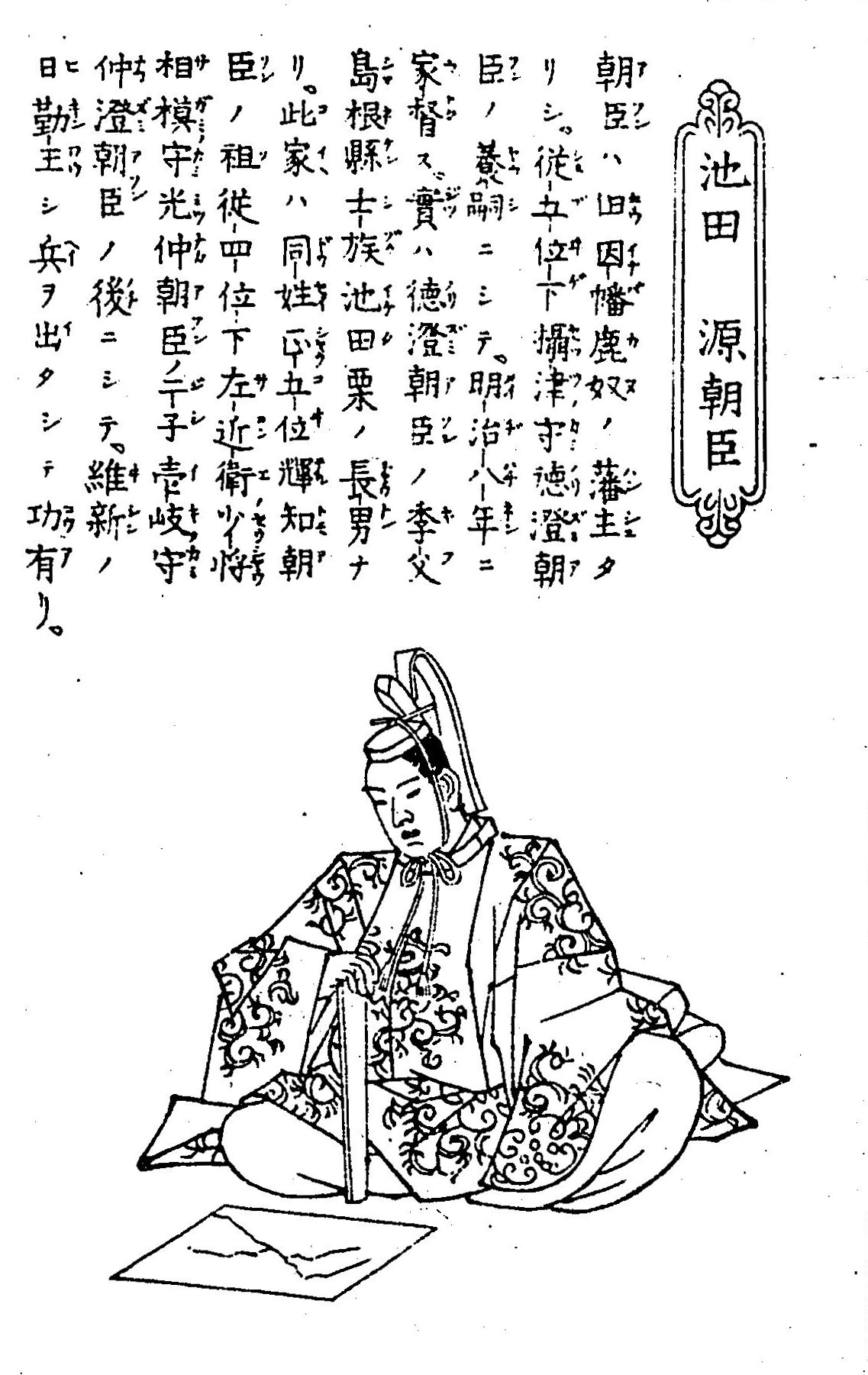
『武家華族名誉伝　上』

池田 源（いけだ はじめ、弘化3年1月29日（1846年2月24日） -  明治36年（1903年）12月13日）は、明治期の華族（子爵）。因幡国鹿奴藩（鳥取東館新田藩）池田家第11代当主。

## 生涯
鹿奴藩主家一族・池田栗の子として生まれる。1878年（明治8年）11月14日、従兄にあたる第10代藩主・池田徳澄の養子となった。同年12月22日、養父徳澄の隠居にともない、家督を相続した。なお、養父徳澄の隠居は、家政の混乱を問題視した池田慶徳ら池田家一門の圧力によるものであった。1884年（明治17年）、華族令の公布にともない子爵に叙せられた。
1896年（明治29年）5月、義弟にあたる本家の池田仲博侯爵（旧鳥取藩主家当主）とともに、北海道十勝地方の中川郡におよそ300万坪の原野（利別太・下利別に約220万坪、ウシシュベツに約70万坪）の貸付を得て、池田農場を開設した。1903年（明治36年）死去。家督は長男・仲誠が継いだ。
なお、池田農場内に1904年（明治37年）に設置された鉄道駅は、農場にちなんで池田駅と命名された。農場が所在した川合村は、1926年（大正15年）の町制施行に際して池田町と名を改めている。

## 家族・親族
特に注を付さない限り、『平成新修旧華族家系大成』上巻に基づく。
父母
- 実父：池田栗
鹿奴藩第7代藩主池田仲雅の子。
- 養父：池田徳澄（鹿奴藩第10代藩主）
池田徳澄の実父・仲諟は仲雅の子であるため、徳澄は血筋の上では源の従兄にあたる。なお、徳澄の正室・正子（1858年 - 1873年）は鳥取藩第12代藩主池田慶徳養女であるが、徳川斉昭の十五女であり池田慶徳（斉昭五男）の実妹にあたる。

配偶者
- 妻：池田銓子（1840年 - 1885年）
鳥取藩第13代藩主池田輝知養女、鹿奴藩第8代藩主・池田仲律の娘。仲律は仲雅の子であるため、銓子は血筋の上で源の従姉にあたる。また、源・銓子夫婦はともに、系図上は池田慶徳の義理の孫にあたる。すなわち、源の義母にあたる正子は慶徳の養女であり、銓子の養父・輝知は慶徳の実子である。

子女
- 長男：池田仲誠（1882年 - 1972年）
- 長女：鐵子（戸田忠庸夫人）
忠庸は下野宇都宮藩第7代藩主・戸田忠友の次男。
- 次女：民子（1887年 - 1973年、松平直冨夫人）
- 次男：津軽益男（津軽類橘養子）
類橘は陸奥国黒石藩の第4代藩主・津軽承叙の長男。承叙夫人・千世子は池田仲律の娘（銓子の妹）である。